# Intespace
Intespace est une ancienne société de services et d'ingénierie, créée à Toulouse le 21 mai 1983, spécialisée dans les moyens d'essais de simulation de l'environnement dans les domaines du spatial, de l'aéronautique et de la défense. Elle est absorbée par Airbus Defence and Space en 2017.

## Historique

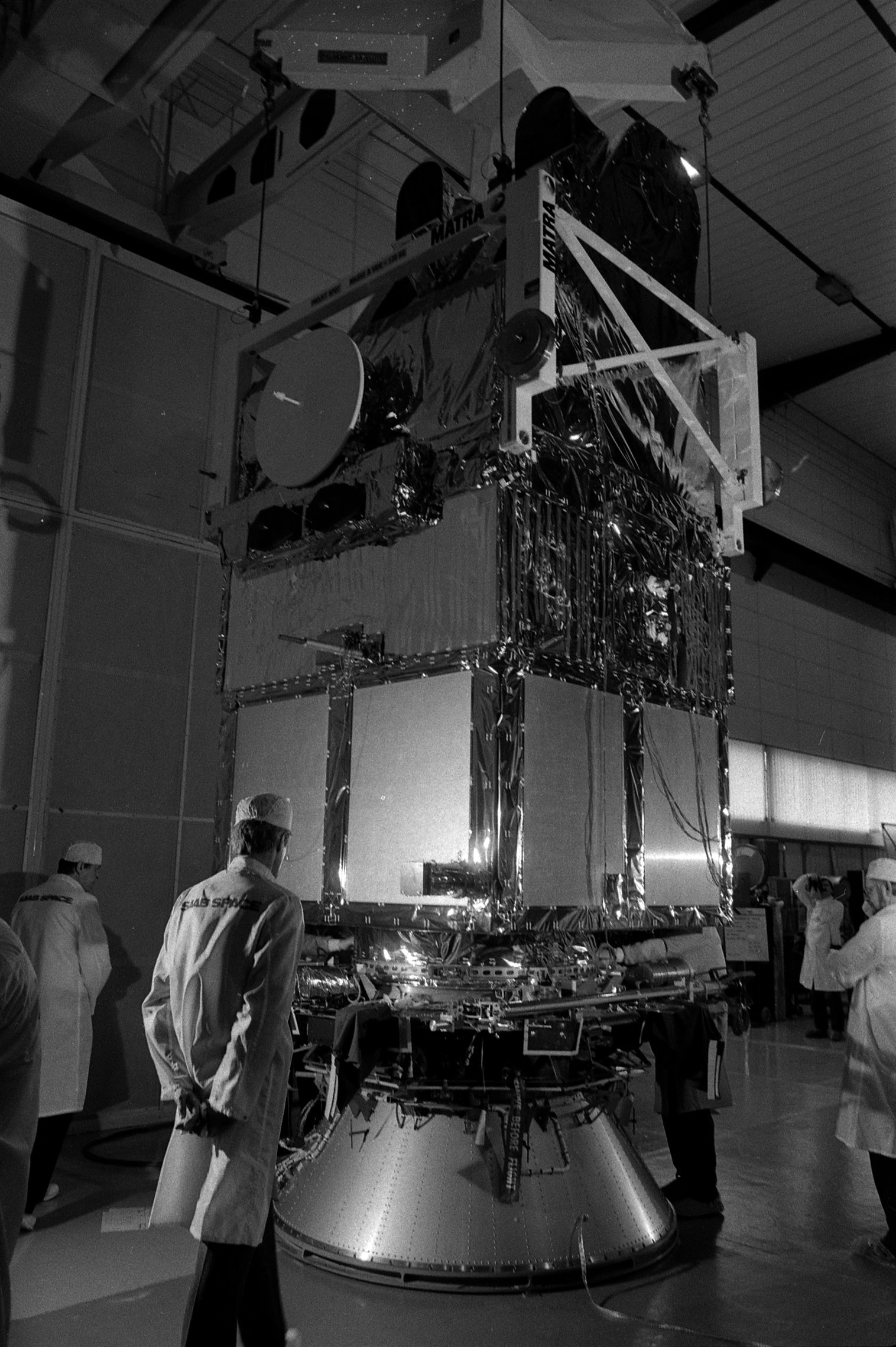
Satellite SPOT 1 installé sur un banc de test aux vibrations, mars 1985.

L'entreprise est créée à proximité immédiate du Centre spatial de Toulouse le 21 mai 1983 par le CNES et la SOPEMEA. Elle réalise les tests du satellite SPOT 1, lancé au début de l'année 1986. En 1999, ses actionnaires sont le CNES (35%), la SOPEMEA (35%), Alcatel Space (12%) et Matra Marconi Space (9%).
En 2000, la SOPEMEA vend ses parts à EADS Astrium qui devient ainsi le second actionnaire après le CNES,, puis l'actionnaire majoritaire en 2003, le CNES sortant complètement du capital,.
Elle inaugure en 2010 un nouveau centre d'essais à Élancourt sur le site d'Airbus Defence and Space. Le 1er juin 2017, l'entité légale disparait à la suite de son absorption au sein d'Airbus DS. Le site poursuit ses activités sous le nouveau nom d'Astrolabe, qui agrandit en 2019 ses salles blanches pour la construction de satellites de télécommunications militaires.

## Activités
Intespace est spécialisée dans la fourniture de bancs d'essai, le test de satellites et d'équipements aéronautiques et la réalisation du logiciel Dynaworks. L'entreprise compte parmi ses principaux clients les différentes divisions des groupes industriels Airbus et Thales, les agences spatiales CNES et ESA, le centre DGA Techniques aéronautiques, Naval Group, ou encore les motoristes Rockwell Collins et Safran Aircraft Engines.